# Hipótesis Ruddiman
La hipótesis Ruddiman o hipótesis del antropoceno antiguo, es una teoría desarrollada por el climatólogo norteamericano William F. Ruddiman, que dice que el calentamiento global causado por el hombre comenzó hace 8.000 años como consecuencia de las actividades agrícolas, mucho antes de la era industrial. La deforestación, el riego y la ganadería han provocado, directa e indirectamente, un aumento significativo en las concentraciones de gases de efecto invernadero (dióxido de carbono y metano). Este aumento se produjo a un ritmo mucho menor que el observado en la actualidad, pero acumulativamente durante milenios habría tenido un efecto suficiente para causar un calentamiento global de cerca de 1 °C. Según Ruddiman, este antiguo calentamiento compensaría la tendencia al enfriamiento registrado en los ciclos climáticos, lo que mantendría las temperaturas a un nivel muy alto del normal para activar una nueva edad de hielo.
Además, Ruddiman reporta algunos períodos fríos observados desde hace 2.000 años como la Pequeña Edad de Hielo, anticipada con grandes epidemias que han plagado a la humanidad. El abandono masivo de tierras de cultivo y reforestación causados por estas pandemias han provocado una disminución de las emisiones de dióxido de carbono de la agricultura y por lo tanto disminuye la temperatura durante estos períodos.
En su hipótesis de glaciación de retraso, Ruddiman afirma que una edad de hielo probablemente habría comenzado hace varios miles de años, pero esa edad de hielo no llegó por la intensa actividad agrícola que comenzó a elevar el nivel de gases de efecto invernadero hace 8.000 años. Esta hipótesis ha sido cuestionada con el argumento de que la comparación con un interglacial anterior (MIS 11, hace 400.000 años) sugiere que 16.000 años deben transcurrir antes de que el interglacial Holoceno actual llegue a su fin. Los datos de núcleos de hielo muy antiguos como hace 800.000 años sugieren ciclicidad probable de longitud interglacial y una correlación inversa con la temperatura máxima de cada interglacial. Pero Ruddiman argumenta que esto es resultado de una falsa alineación del último máximo de insolación con los mínimos del pasado, entre otras irregularidades que invalidan las críticas.
- Datos: Q17633810